# Ange Roussel (prêtre)
Vous pouvez aider à l'améliorer ou bien discuter des problèmes sur sa page de discussion.
- Il ne cite pas suffisamment ses sources. Vous pouvez indiquer les passages à sourcer avec {{référence nécessaire}} ou {{Référence souhaitée}}, et inclure les références utiles en les liant aux notes de bas de page. (Marqué depuis avril 2024)
- Certaines informations devraient être mieux reliées aux sources mentionnées dans la bibliographie ou les liens externes. Améliorez sa vérifiabilité en les associant par des références. (Marqué depuis avril 2024)

- Archive Wikiwix
- Bing
- Cairn
- DuckDuckGo
- E. Universalis
- Gallica
- Google
- G. Books
- G. News
- G. Scholar
- Persée
- Qwant
- (zh) Baidu
- (ru) Yandex
- (wd) trouver des œuvres sur Wikidata

Pour les articles homonymes, voir Ange Roussel.
Ange Roussel, né en 1888 à Fougères, a été ordonné prêtre en 1914.
Il est professeur au Grand Séminaire de Rennes et docteur en philosophie[Quand ?].

## Œuvre
Libéralisme et Catholicisme, roman philosophique, première édition en 1926 (Ed. Aux bureaux de la Ligue apostolique), réédition en 21 juillet 2017 sous  les éditions de Chiré, 

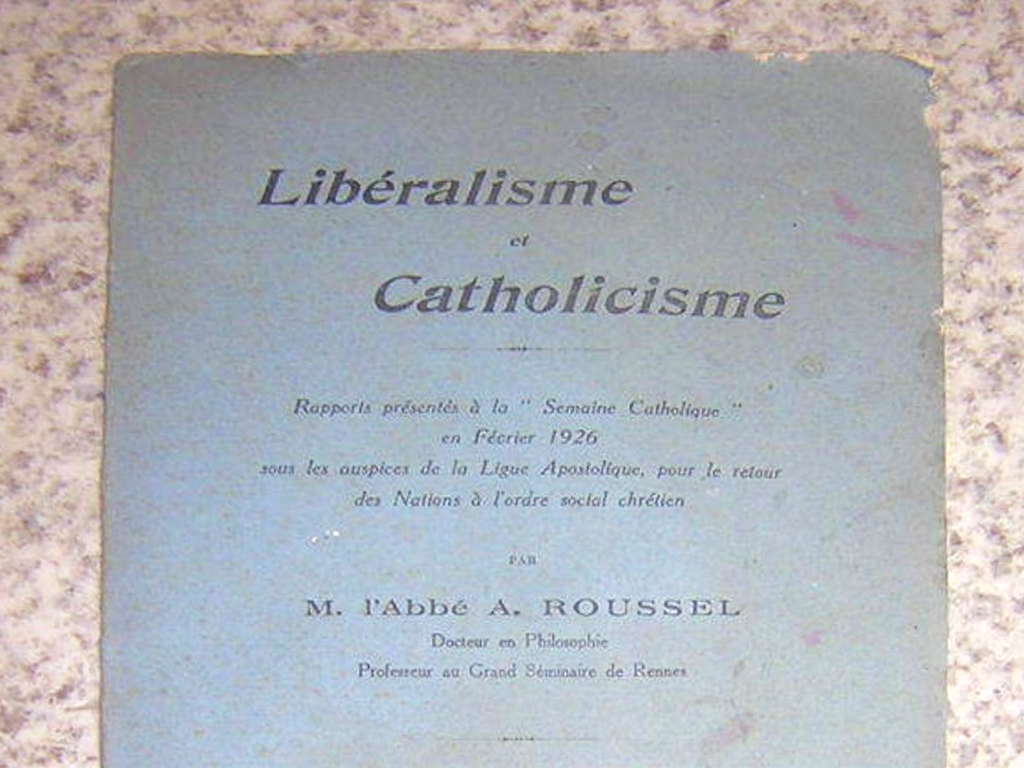
Première édition de 1926 de Libéralisme et Catholicisme par M. l'abbé A. Roussel